# Stadion Spartak w Warnie
Stadion Spartak (bułg. Стадион Спартак) – wielofunkcyjny stadion w Warnie, w Bułgarii. Został otwarty w 1962 roku. Może pomieścić 6000 widzów. Swoje spotkania rozgrywają na nim piłkarze klubu Spartak Warna.